# Bon Schuur Ticino
Bon Schuur Ticino (französisch Ciao-ciao bourbine, italienisch Bonjour Ticino) ist eine schweizerische Komödie von Peter Luisi aus dem Jahr 2023. Produziert wurde sie von Spotlight Media Productions in Co-Produktion mit DMR Cinema, dem Schweizer Radio und Fernsehen und Blue. Sie erschien am 29. November 2023 in Tessiner und am 30. November 2023 in Deutschschweizer Kinos. In der Romandie erschien sie am 14. Januar 2024.

## Handlung
Der Film dreht sich um die Folgen der Annahme einer fiktiven Volksinitiative, die Französisch zur einzigen offiziellen schweizerischen Landessprache erklärt. Der Bundespolizist Walter Egli (gespielt von Beat Schlatter) schafft es nicht, das überall nun strikt vorgeschriebene Französisch zu lernen. Um nicht entlassen zu werden, muss Walter zusammen mit seinem Kollegen Jonas Bornard (gespielt von Vincent Kucholl) in den Kanton Tessin reisen, um dort eine Widerstandsgruppe aufzudecken. Jonas liebt Verkleidungen und technische Gimmicks in der Art von James Bond, und er war - angeblich - früher beim Geheimdienst (“aber wenn ich dir das erzähle, muss ich dich töten”).
Vor Ort wird Walter, der ohnehin kein Freund der erzwungenen Einsprachigkeit ist, durch die romantische Beziehung mit einem Mitglied der Widerstandsgruppe, Francesca Gamboni (gespielt von Catherine Pagani), mehr und mehr in die Gruppierung gezogen. Jonas trifft sich täglich mit ihm, darf aber nichts mitbekommen. Francesca und Walter sprengen schliesslich den Gotthard-Basistunnel, nachdem sie sichergestellt haben, dass es dabei keine Verletzten gibt. Jonas kann es nicht verhindern und wird nun, weil die Kameras ihn ebenfalls vor Ort gesehen haben, selbst als Terrorist gesucht.
Das Tessin sperrt alle Zugangsstrassen und erklärt sich für unabhängig. Gleichzeitig findet Walters Mutter  heraus, dass die Abstimmung durch den Initianten Jeannot Bachmann (als Doppelrolle ebenfalls gespielt von Beat Schlatter) manipuliert worden war. Bachmann hatte grosse Mengen von ablehnenden Stimmzetteln versteckt und dann nach China umgeleitet. Walter, Jonas, und Francesca verbünden sich und versuchen, die Intrige vor der Kriegserklärung der Restschweiz an das Tessin publik machen. Im letzten Moment gelingt es, Bachmann zu entführen, Walter in dessen Rolle zu kostümieren und ihn als “Bachmann” auf die Rednerbühne zu schicken. Dort muss er nun vor der ganzen Welt die erste französische Rede seines Lebens halten.
Der Auftritt gelingt dank Jonas, der ihm die französischen Sätze eintrichtert, und dank Francesca, die in letzter Sekunde Walters Selbstbewusstsein aufbaut. Die Abstimmung war ungültig, die Schweiz bleibt mehrsprachig, der Bürgerkrieg wird abgesagt. Die drei Terroristen werden von allen Anklagen freigesprochen, nachdem eine der Kisten mit unterschlagenen Stimmzetteln wieder auftaucht (sie waren in China zu Cocktailschirmchen verarbeitet worden). Walter und Francesca leben nun glücklich zusammen im Tessin. Vermutlich ist dort auch Jonas (“aber wenn ich Ihnen sage, wo Jonas ist, muss ich Sie töten”).

## Kritiken
Der nicht untertitelte, vielsprachige Dialektfilm richtet sich vorwiegend an Schweizer Publikum. Er war mit 340.000 Kinozuschauern im ersten Jahr in allen Landesteilen sehr erfolgreich, insbesondere im Tessin.  Kritiken sahen eine „schmissige Komödie zwischen Kasperlitheater und Gesellschaftssatire“. Die NZZ konstatierte dem Film träfe Dialoge und witzige Szenen, jedoch verpuffe das subversive Potenzial in der zweiten Hälfte in einer Actionkomödie. SRF und SRG/SSR, die Zürcher Filmstiftung und der Streamingdienst blue-TV förderten die Produktion. Beim Schweizer Filmpreis war sie nominiert, wurde jedoch nicht ausgezeichnet.